# Фриндж
Эдинбургский фестиваль Фриндж или Эдинбургский Фриндж (англ. Edinburgh Festival Fringe) — крупнейший из эдинбургских фестивалей, крупнейший фестиваль исполнительских искусств в мире. Включает театральные, комедийные, музыкальные, танцевальные выступления и представления для детей. Проходит ежегодно в августе в Эдинбурге (Шотландия), обычно начинаясь за неделю до эдинбургского международного фестиваля. В этом фестивале могут участвовать не только профессиональные, но и любительские коллективы и исполнители.
Это открытый (не имеющий жюри) фестиваль исполнительских искусств, что означает, что нет отборочной комиссии, и любой может принять участие с любым типом представления. Официальная программа фестиваля делит шоу на секции: театр, комедия, танец, физический театр, цирк, кабаре, детские шоу, мюзиклы, опера, музыка, художественная декламация, выставки и мероприятия (события). Самой большой секцией обычно является «комедия», составляющая более трети программы и в наше время имеющая самый высокий общественный резонанс, отчасти благодаря премиям Edinburgh Comedy Awards и Fringe First.

## История
Появился в 1947 году как неофициальное ответвление (что и отражено в его названии — fringe) эдинбургского международного фестиваля (Edinburgh International Festival — EIF). Восемь театральных коллективов, которые не прошли отбор в программу только что созданного фестиваля EIF, показали свои постановки прямо на улицах города.
До 1969 года фестиваль Фриндж проводился нерегулярно, и число компаний-участников (театров и пр.) не превышало полусотни, но с 1973 года фестиваль стал ежегодным и число участников стало расти, впрочем только в XXI веке превысив тысячу, а потом и две. Если в 1973 году количество выступлений (спектаклей, концертов, шоу и пр.) составило 1386, то на 35 фестивале в 1981 году их было уже более 8 тысяч, в 2001 году превысило 20 тысяч, а в 2018 году — более 50 тысяч представлений.
Рекордным для фестиваля стал предковидный 2019 год: было задействовано 323 площадки, на которых выступили более 3800 артистов из 63 стран, было продано более трёх миллионов билетов.
В 2024 году Эдинбургский фестиваль Фриндж длился 25 дней и включал более 51 446 запланированных представлений 3317 различных шоу на 262 площадках с участниками из 58 разных стран.
С расширением программы фестиваля, несмотря на концепцию открытости, образовался некий «естественный отбор»: например, в театре «Траверс» ставят только современную драматургию.
Согласно проведённому исследованию, «участие во „Фриндже“ способствует развитию карьеры актёров — на фестиваль приезжают около тысячи промоутеров», а также множество журналистов.

## Организационная структура
Фестиваль поддерживается Сообществом Эдинбургского фестиваля Фриндж (Edinburgh Festival Fringe Society, EFFS), которое публикует программу, продаёт билеты на все мероприятия в центральной кассе и на веб-сайте, а также предлагает круглогодичные консультации и поддержку исполнителям. Совет директоров формируется из членов EFFS, многие из которых сами являются участниками этого фестиваля — исполнителями или операторами площадок. Выборы проводятся один раз в год, в августе, и члены правления избираются на четыре года. Совет назначает исполнительного директора EFFS. Исполнительный директор работает под руководством председателя.

## Критика
Из-за пандемии COVID-19 в 2020 и 2021 годах фестиваль не проводился, после снятия карантинных мероприятий был проведён лишь в 2022 году. Перед открытием фестиваля 2022 года более 1600 комиков, агентов и продюсеров подписали открытое письмо, в котором «обвинили фестиваль «Фриндж» в бесхозяйственности, указали на отсутствие прозрачности и неспособность помочь с ростом цен, расходов на проживание и проезд». Фестиваль обвиняли в том, что он «слишком длинный, слишком дорогой, однообразный и невероятно изнурительный; он должен измениться или умереть».